# 7P/Понса — Віннеке
7P/Понса-Віннеке — короткоперіодична комета. 30 червня 2015 року вона проходила перигелій (була на найближчій відстані до сонця).
Комета відкрита Жаном-Луї Понсом (Марсель) 12 червня 1819 року, а після перевідкриття 9 березня 1858 року Фрідріхом Августом Теодором Віннеке в Бонні. Передбачається, що комета є родоначальницею метеорного потоку червневих Боотид, які також іноді називають Понса-Віннекідами. Розмір ядра комети Понса-Віннеке становить близько 2,6 км.
Період обертання комети Понса-Віннеке становить 6,37 року. Її відстань від Сонця змінюється в межах від 1,3 до 5,6 а. о. З моменту відкриття комети вона двічі була на досить близькій відстань до Землі (у червні 1927 на 0,04 а. о. (6 млн км) і в 1939 році на 0,1 а. о. (16 млн км) і 5 разів проходила поблизу Юпітера. Зближення з Юпітером досить сильно змінили орбіту комети порівняно з її видом на момент відкриття.
За підрахунками, ядро комети має діаметр близько 5,2 км.